# E2-E4
E2-E4 – drugi solowy album gitarzysty Ash Ra Tempel, Manuela Göttschinga, nagrany w 1981, a wydany w 1984 roku. Składa się z jednej, długiej kompozycji (podzielonej w liście utworów na części). Odegrał bardzo ważną rolę w powstaniu takich stylów muzyki elektronicznej, jak house i techno.
Płyta pojawiła się w podsumowaniu najlepszych albumów dekady według Pitchforka na miejscu 79.

## Lista utworów
1. Quiet Nervousness – 13:00
2. Moderate Start – 10:00
3. And Central Game – 7:00
4. Promise – 6:00
5. Queen a Pawn – 5:00
6. Glorious Fight – 3:00
7. H.R.H. Retreats (With a Swing) – 9:00
8. And Sovereignty – 3:00
9. Draw – 3:00